# Warmarbeitsstahl
Warmarbeitsstähle sind legierte Werkzeugstähle für Verwendungszwecke, bei denen die Oberflächentemperatur des Werkzeugs im Einsatz bis 400 °C betragen kann. Bezüglich ihrer Warmfestigkeit liegen sie zwischen den Kaltarbeitsstahl (bis 200 °C) und dem Schnellarbeitsstahl, der bis 600 °C eingesetzt werden kann. Ihren hohen Verschleißwiderstand erhalten sie durch eine Härtungsbehandlung und ihre hohe Warmfestigkeit durch nachfolgendes Anlassen, bei dem Sekundärkarbide ausgeschieden werden und Restaustenit beim Abkühlen in Martensit umwandelt.
Die Zugfestigkeit liegt zwischen 900 MPa und 2000 MPa. Beim Schmieden kann die Umformtemperatur zwischen 800 °C und 1150 °C betragen.

## Legierungselemente
Neben Kohlenstoff können folgende Legierungselemente enthalten sein:
- Chrom
- Wolfram
- Silizium
- Nickel
- Molybdän
- Mangan
- Vanadium
- Kobalt

Die Legierungselemente sind so aufeinander abgestimmt, dass die Warmarbeitsstähle neben ausreichender Härte und Festigkeit, hohe Warmfestigkeit, Warmhärte und Verschleißwiderstand bei erhöhter Temperatur besitzen.

## Verwendung
Warmarbeitsstähle werden hauptsächlich zu Gesenken für das Gesenkschmieden, Werkzeugen für das Druckgießen und Strangpressen oder zu Spritzguss-Formwerkzeugen verarbeitet. Sie werden in Öl oder Wasser abgeschreckt.

## Beispielwerkstoffe
- 55NiCrMoV6[6]
- 55NiCrMoV7 Schmiedegesenke, Warmschermesser[7]
- X60WCrMoV9-4 Warmlochstempel, Warmfließpressdorne